# فرودگاه آبی پرینس روپرت
فرودگاه آبی پرینس روپرت (به انگلیسی: Prince Rupert/Seal Cove Water Airport) یک فرودگاه همگانی باربری با کد یاتا ZSW است که یک باند فرود آب دارد. این فرودگاه در کشور کانادا قرار دارد و در ارتفاع ۰ متری از سطح دریا واقع شده است.

## شرکت‌های هواپیمایی و مقصدهای پروازی
| شرکت‌های هواپیمایی | مقصدهای پروازی        |
| ----------------- | --------------------- |
| Inland Air        | پایگاه هوایی آبی ماست |